# Файф Симінгтон III
Джон Файф Симінгтон III (англ. John Fife Symington III; нар. 12 серпня 1945, Нью-Йорк) — американський бізнесмен і колишній губернатор штату Аризона з 1991-го до своєї відставки у 1997 році.

## Освіта
Симінгтон походить від знатної сім'ї Меріленда, він — правнук сталевого магната Генрі Клей Фріка, його батько Дж. Файф Симінгтон молодший (1910–2007) був послом США у Тринідаді і Тобаго у 1969–1971 роках. Його двоюрідний брат, Стюарт Симінгтон, був сенатором США від штату Міссурі. Він одружився з колишньою Енн Олін Пріцлаф, спадкоємицею сім'ї Олін. У них є п'ятеро дітей і четверо онуків.
Джон вчився в престижній школі Гілман в Балтіморі, потім вступив до Гарвардського університету, який закінчив у 1968-му зі ступенем в голландській історії мистецтва і був членом Порцелянового клубу. Він служив у ВПС США під час В'єтнамської війни, знаходячись на базі ВПС Луки у графстві Марікопа, штат Аризона. Він залишався в Аризоні і став брати участь в розвитку нерухомості, заснувавши свою власну компанію Симінгтона у 1976 році.

## Губернаторство

### Перший термін (1991—1995)
Симінгтон переміг на пості губернатора штату Аризона у 1990 році з 44 % голосів республіканців серед чотирьох кандидатів. Симінгтон був приведений до присяги 6 березня 1991. Під час свого першого терміну губернатор був предметом розслідування своєї участі в південно-західних заощадженнях і кредитування. Пізніше він був знятий і переобраний у 1994 році.

### Другий термін (1995—1997)
Національний парк Гранд-Каньйон був закритий вперше у листопаді 1995 року через глухий кут федерального бюджету. Пізніше, Симінгтон був засуджений за звинуваченням у здирництві, помилкових фінансових звітах, а також банківському шахрайстві. Він був визнаний винним у банковому шахрайстві у 1997 році. За законами штату Аризона не дозволяється засудженим злочинцям виконувати свої обов'язки, тому Симінгтон залишив свою посаду 5 вересня 1997 року. Цю постанову, однак, було скасовано у 1999 р. Дев'ятим окружним апеляційним судом.
У квітні 2007 року Симінгтон був призначений головою Ради опікунів Ботанічного саду Санта-Барбари.

## НЛО-явище
У 2007 році Файф заявив, що він був свідком одного з «кораблів невідомого походження» протягом 1997 року під час подій у Фініксі, проте відзначив, що він не пішов до громадськості з інформацією.
В інтерв'ю газеті The Daily Courier у Прескотті Симінгтон сказав:
«Я пілот, і я знаю про кожній машину, яка літає. Це щось було більше, ніж все, що я коли-небудь бачив. Це залишається для мене великою загадкою. Інші люди бачили це, відповідальні люди. Я не знаю, чому хтось висміює їх».
«Це щось було величезним і незбагненним. Хто знає, звідки воно взялося? Багато людей бачили це, і я бачив це також. Це була катастрофа. І це не могли бути спалахи, тому що це було занадто симетричним. Воно мало геометричний план і постійну форму».
Однак, коли Файф був губернатором у 1997 році, він обіцяв розібратися у всьому, потім швидко висміяв явище і свідків на своїй прес-конференції, на якій начальник його штабу одягнувся в костюм прибульця, сказавши журналістам, що вони знайшли винуватця.